# Flundre, Väne och Bjärke domsaga
Flundre, Väne och Bjärke domsaga var mellan 1849 och 1970 en domsaga i Älvsborgs län som omfattade Flundre härad, Väne härad och Bjärke härad. 
Domsagan föregicks av Ale, Bjärke, Flundre, Väne och Vättle häraders domsaga.
31 december 1970 upplöstes domsagan och verksamheten övergick till Trollhättans tingsrätt och Vänersborgs tingsrätt.  

## Tingslag
- Flundre tingslag till 1896
- Väne tingslag till 1896
- Bjärke tingslag till 1896
- Flundre, Väne och Bjärke tingslag från 1896

## Häradshövdingar
- 1849–1863 Adolf Petter Westman
- 1863–1886 Anders Lennart Lewin
- 1886–1914 Carl Algot Strandmark
- 1914–1937 Sven Tycho Colleen
- 1938–1949 Johan Viktor Orvar Bäcksin
- 1949–1962 Gunnar Hugo Bogren
- 1963–1970 Nils Källoff